# Silvanus Njambari
Silvanus Njambari (28 agosto 1974 – 11 gennaio 2003) è stato un calciatore namibiano, di ruolo difensore.

## Carriera

### Club
Ha giocato nella prima divisione namibiana, che ha anche vinto in due occasioni (nel 1998 e nel 1999).

### Nazionale
Ha collezionato 7 presenze in nazionale; nel 1998 ha partecipato alla Coppa d'Africa.

## Palmarès

### Club

#### Competizioni nazionali
- Campionato namibiano: 2

Black Africa: 1998, 1999